# おともだち (お笑い)
「おともだち」は、よしもとクリエイティブ・エージェンシーに所属する2人組のお笑い芸人である。
2017年3月22日、Twitterで解散したことを発表した。前日の「永井佑一郎のNSC」がコンビとしての最後のライブとなった。

## 来歴
お互い前のコンビ解散後ピンで活動し、２人ともコンビを組みたいと思っていたところイベントで共演したことで仲良くなり、2016年12月にコンビ結成を発表（結成届けは、たかぴんの好きな嵐のデビュー日と同じ11月3日）、しかし翌年3月にわずか4ヶ月で解散。解散後、たかぴんは「ピンタンパン」を結成。

## メンバー
- ひろたあきら（本名：広田陽（読み同じ）、1989年5月8日 - ）

血液型はA型。愛知県額田郡幸田町出身。身長169cm。体重55㎏。
ツッコミ担当   立ち位置左
元名古屋吉本。2015年2月に上京。
名古屋吉本26期（東京NSC16期扱い）
木村カエラファン（ファンクラブに入っている）
姉が２人いる
- たかぴん（1991年2月25日 - ）

神奈川県出身。身長173cm。
ボケ担当   立ち位置右
東京NSC20期
嵐ファン（特に松本潤が好き）
姉が１人いる

## 芸風
- 主に漫才。

最初に「ひろたです。おかまじゃないよ、たかぴんだよ。おともだちです。」と言って始まる。
漫才の入りはひろたが、たかぴんに「ちょっと聞いてたかぴん」となげかけて入ることが多い。

## ライブ
- サード∞バトル
- サートラ∞ネクスト

## ユニット
- JUNK∞TION（ひろた）
- ぴゅあちゃんず（たかぴん）

## TV出演
- 有田ジェネレーション（TBSテレビ）